# 애플 TV (3세대)
애플 TV(Apple TV)는 애플이 개발한 셋톱박스이다. 애플 TV 2세대와 같은 디자인으로 내장 AP 칩셋이 기존에 탑재되었던 A4에서 싱글 코어 A5로 변경되고, 포토 스트림 기능 추가와 메인 UI 변경 및 1080P 영상을 지원하게 되었다. 대한민국에는 발매되지 않았다.